# Barlangfürdő
A Barlangfürdő melegforrások felett elhelyezkedő barlangban kialakított fürdőhely Miskolctapolcán. Miskolc egyik leglátogatottabb turistalátványossága. A 30 °C-os víz és a barlang klímája gyógyhatású, főként ízületi betegségek esetén, de sótartalma alacsonyabb, mint a gyógyvizeké, nem éri el az 1000 milligramm/litert sem, így korlátlan ideig lehet benne fürdeni. Mivel a fürdő jelentős része zárt és a víz meleg, egész évben látogatható. 2016-ban elnyerte az év fürdője címet.

## Történet

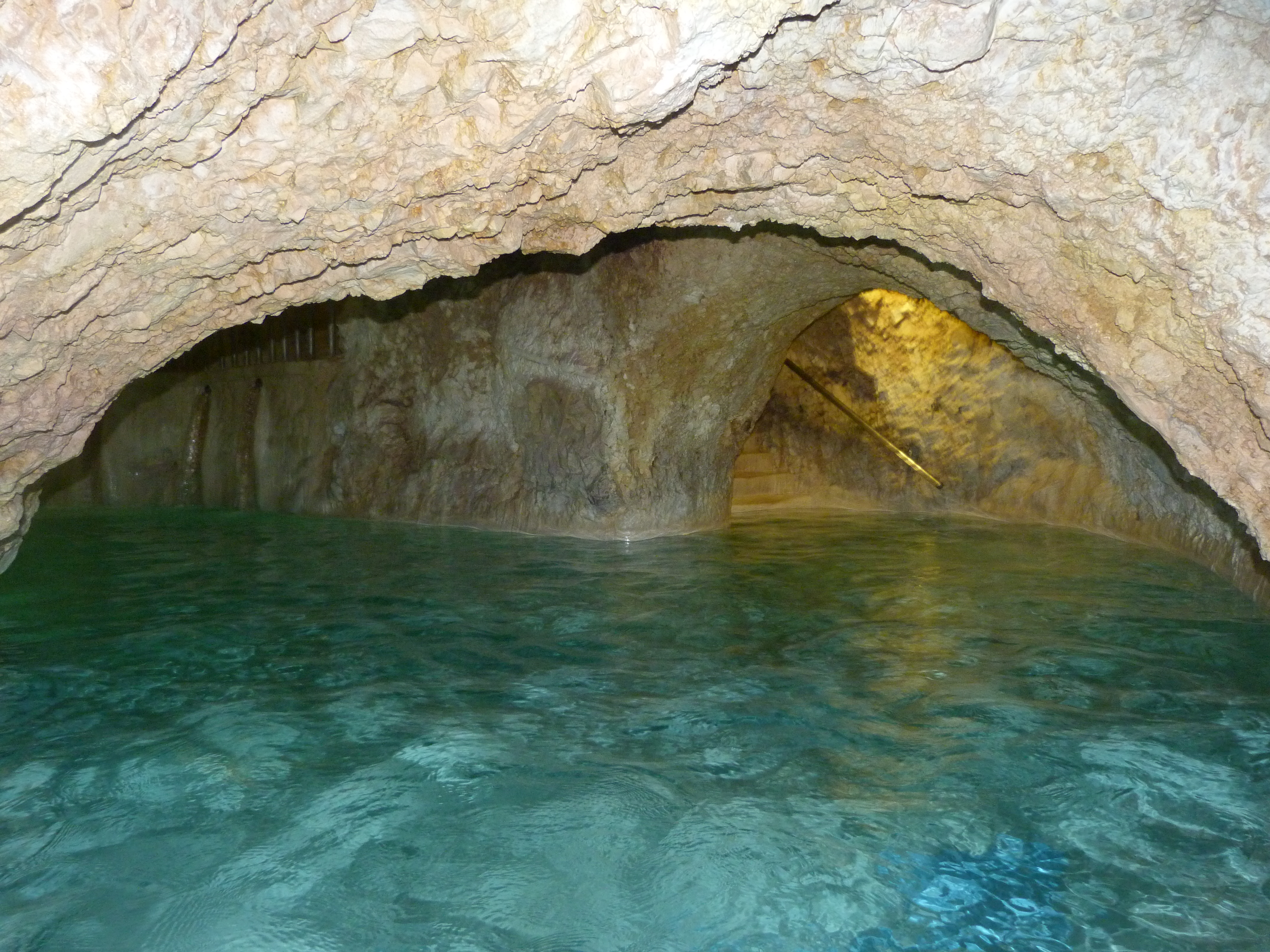
Barlangfürdő

A barlang és a termálforrás már ősidők óta ismert, de Tapolca fürdőhellyé válása igazán csak a török uralom után kezdődött meg. Görömböly apátja 1711-ben vetette fel a fürdőhely kiépítését; orvosokat is hozatott Kassáról, hogy megvizsgálják a víz gyógyhatását. Az építkezést 1723-ban rendelték el. Ebben az időben a tapolcai hidegvizű források vizét is felhasználták, így a hőmérséklete hűvösebb volt, mint a jelenlegi fürdőben. Három medence épült ki fürdőházzal és vendégfogadóval. Ekkor még magában a barlangban nem fürödtek, csak rajta kívül voltak medencék. A század közepére a fürdőhelyet elhanyagolták, az épület is leomlott. Csaknem egy évszázadot kellett várni a fürdőkultúra újabb felvirágzására.
1837-ben az új görömbölyi apát felújíttatta és kibővíttette a fürdő épületét. Ekkor épült a gazdagabb fürdővendégek számára az első fedett medence, még mindig a barlangon kívül.
A 20. században a terjeszkedő Miskolc megvásárolta a területet a görögkatolikus egyháztól, nemcsak a termálvíz, hanem a hideg vizes források miatt is, melyek napjainkban is a város vízellátásának felét fedezik. Létrejött a Miskolci Vízmű.
A későbbiek során több nyilvános fürdőt is nyitottak. Pávai-Vajna Ferenc geológus már 1928-ban felhívta a figyelmet a barlang vizének jelentőségére, s harcosan kiállt annak hasznosítása érdekében, törekvését azonban teljes mértékben csak több mint harminc év után valósították meg. 1934-ben nyilvánították Tapolcát hivatalosan üdülőhellyé, és 1939-ben kezdték meg egy teljesen új fürdőház építését. Az építkezés közben számos régészeti leletre bukkantak és egy addig ismeretlen, 31,5 °C-os forrás is a felszínre tört. Mivel igen bővizű volt, nagyszabású tervek születtek kiaknázására. A termálfürdőt 1941-ben nyitották meg, de csak 1959. május 14-én került sor a Tavas-barlang Barlangfürdővé való alakítására.
Azóta több ütemben bővítették. 1969-ben megszüntették a forrástérben való fürdést, hogy a források vizét egy száraz kürtőn át juttassák a barlang csempézett fürdőmedencéjébe. Ezzel egy „dögönyözőt” alakítottak ki. Ekkor épült a szabadtéri medence is, a jellegzetes, kagylószerű tetőrésszel. Az 1980. évi Karszt és Barlang 1. félévi számában publikálva lett, hogy a kiemelt jelentőségű Miskolctapolcai-tavasbarlang az 5300-as barlangkataszteri területen (Bükk hegység) helyezkedik el. A barlangnak 5392/1. a barlangkataszteri száma. Az MKBT Dokumentációs Bizottsága a helyszínen el fogja helyezni, a többi kiemelt jelentőségű barlanghoz hasonlóan, a barlang fémlapba ütött barlangkataszteri számát. A barlangkataszteri szám beütéséhez alapul szolgáló fémlap ugyanolyan lesz mint a többi kiemelt jelentőségű barlang fémlapja. Az 1980-as években új termeket és folyosókat csatoltak a fürdő eredeti területéhez, és melegebb (34 és 36 °C-os) medencéket is kialakítottak. Az 1998-ban megkezdett fürdőrekonstrukció fő feladata a fogadócsarnok felújítása, az öltözők és a gépek korszerűsítése volt, de az 1998 és 2005 közötti bővítés során fürdőzésre alkalmassá tették a korábban már feltárt barlangjáratokat, ezáltal kibővítették a fürdőzésre alkalmas barlangrészeket. A kinti terület méretét megnövelték, a fürdőépület előtti területből (amely korábban a park része volt) egy nagyobb részt elkerítettek, és a fürdőhöz csatoltak, ezen helyen több új medence is megtalálható.
A Barlangfürdőben több szobor található, a kupolamedencét például 1967 óta díszíti Szőke Lajos szobrászművész Ősélőlények című, kőből készült térplasztikája.
2024. szeptember 6-án, az esti órákban kitört tűzben megsemmisült a gyógyászati központ tetőszerkezete. Sajtóértesülések szerint személyi sérülés nem történt. A Barlangfürdő újjáépítésének első ütemére 1,29 milliárd forint rendkívüli kormányzati támogatás került megítélésre. A tervek szerint 2025. június 30-ra megnyitják a barlangfürdőt, ez azonban még nem a végső megoldást fogja jelenti.

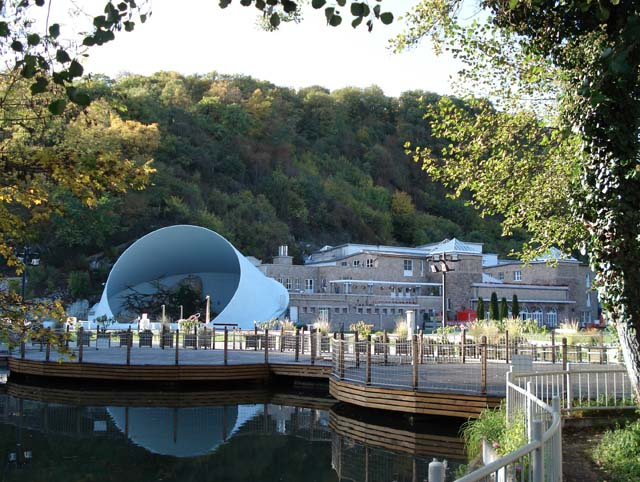
A Barlangfürdő a kagylóval
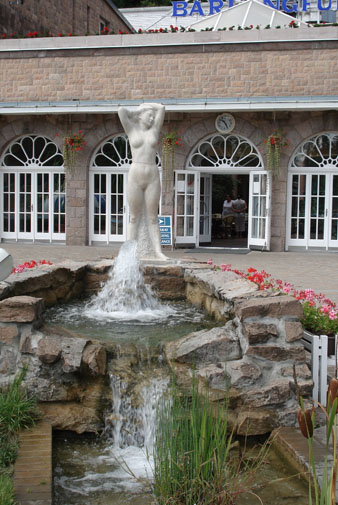
Szobor a fürdő parkjában
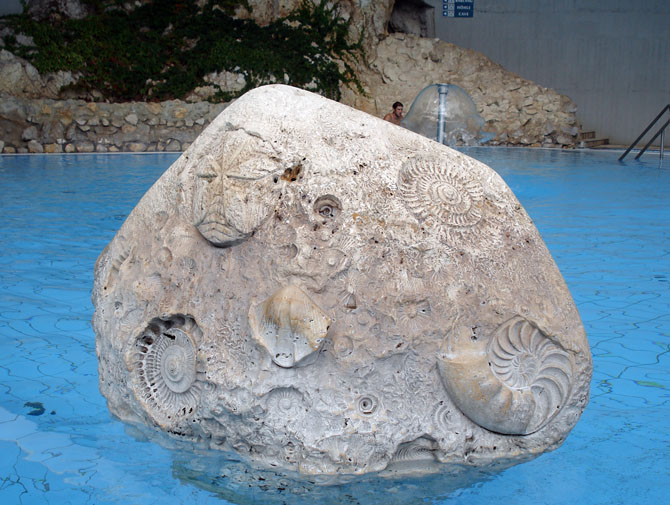
Ősélőlények

## Megközelítés
- Autóbusz:  2, 20
- A legközelebbi parkolóhelyek az Igló utcán vannak, onnan csak néhány métert kell sétálni.